# Hollowarbela kinabalua
Hollowarbela kinabalua is een vlinder uit de familie van de Metarbelidae. De wetenschappelijke naam van de soort is voor het eerst gepubliceerd in 1976 door Jeremy Daniel Holloway.
De soort is ontdekt op Gunung Kinabalu (Borneo, Maleisië).